# مارتين لي
مارتين لي (بالإنجليزية: Martyn Lee)‏ (10 سبتمبر 1980 بغلدفورد في المملكة المتحدة - ) هو لاعب كرة قدم بريطاني في مركز الوسط. لعب مع ويكمب وندررز وميدنهد يونايتد ‏ ونادي تشيلتنهام تاون لكرة القدم.

## وصلات خارجية
- مارتين لي على موقع قاعدة بيانات كرة القدم.إي يو (الإنجليزية)